# Estadio José Dellagiovanna
El Estadio José Dellagiovanna, conocido popularmente como Coliseo de Victoria, es un recinto deportivo ubicado en la localidad de Victoria, partido de San Fernando, Buenos Aires, Argentina.

## Historia

### Construcción
En 1935 se adquieren los terrenos de Guido Spano y el 29 de diciembre se coloca la piedra fundamental donde se levantaría el actual estadio de Victoria.
Los terrenos frente a la avenida se adquirieron con la posibilidad cierta de ampliar la cantidad de simpatizantes. Muchas luchas internas se generaron por esta determinación. Antiguos socios, que no entendieron en su momento la perspectiva que este cambio ofrecía al club, desertaron, rompiendo definitivamente su vínculo con la institución. El presidente de ese momento fue León Bourdieu.

### Inauguración

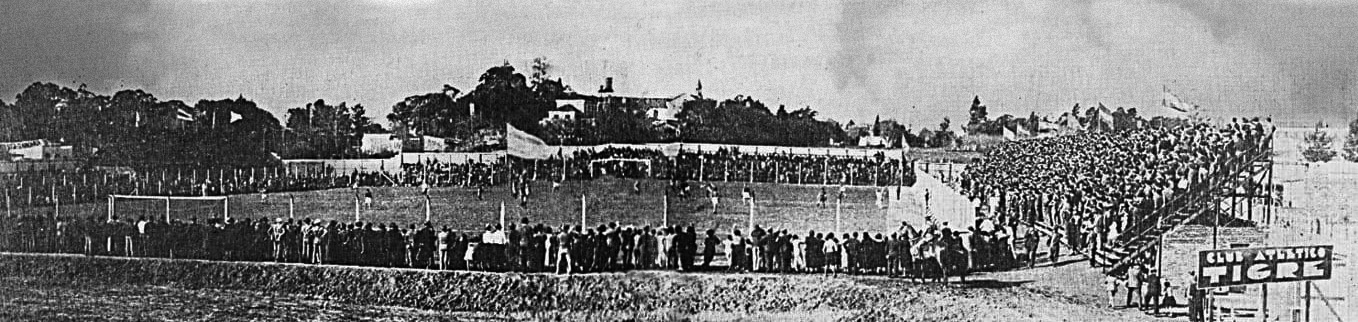
El 20 de septiembre de 1936 se inauguran las instalaciones, librándose en la ocasión un partido amistoso con Boca Juniors.

El campeonato de 1936 comenzó en agosto. Tigre recién usó oficialmente sus nuevas instalaciones el 27 de septiembre cuando en la sexta fecha enfrentó a Independiente. El 6 de diciembre se produce el primer triunfo de Tigre, venciendo a Ferro Carril Oeste por 2-0.

### Remodelaciones
1940: Se construyen dos tramos de tribunas detrás del arco que da a la Avenida Presidente Perón, luego vendidas a Riestra, y en 1942 se completa la tribuna lateral de madera.
1947: Se reemplazó la vieja tribuna visitante que procedía de la cancha del Club San Fernando, por una similar de mayor capacidad. Recién en agosto de 1948 se comenzó a gestar la idea de un estadio de cemento.
1954: Bajo la presidencia de Mario Piotti, comienza a tomar forma la idea de un estadio de cemento, con la construcción de la cabecera de la Avenida Presidente Perón. Concluida esta, se inician los trabajos para la levantar la platea techada, que reemplazó la última tribuna de madera que se mantenía vigente del Estadio de Rincón de Milberg, que fue vendida a Almagro. La obra la realizó la firma Benito Medici.
1955: Se inaugura la nueva cabecera, frente a Lanús, por la sexta fecha del torneo de Primera División.
Las obras completas se inauguran oficialmente el 15 de abril de 1956, con la platea techada habilitada, en un partido contra Racing Club. En realidad, la platea ya había sido inaugurada el 4 de diciembre de 1955 ante Boca Juniors, cuando Tigre venció 3 a 0, pero aún estaba sin las actuales butacas de madera.
1982: Con motivo del 80 aniversario del club, se inaugura la tribuna baja José Noáin, frente a la cabecera popular, en homenaje al fallecido utilero del club desde 1927 y por más de 60 años.
1983: Se reemplazan las viejas torres del costado del campo de juego, y se instala una nueva iluminación instalando con 4 torres de 25 metros de altura en cada esquina.
2001: Comienza a cumplirse un viejo anhelo: construir en cemento la vieja tribuna lateral de madera. La obra se realizó en dos etapas distintas, inaugurándose de forma completa en 2001, en un partido vs San Martín de Mendoza, que luego fuera suspendido.
2006: Con motivo de cumplirse el 70 aniversario, se emprendió la realización de la última tribuna de cemento que faltaba. En menos de 3 meses se construyó la cabecera visitante, inaugurada el 3 de septiembre. La vieja tribuna de madera fue vendida al Gnomos Rugby Club de Mar de Ajó.
2007: Se realizaron obras en los sectores de prensa, construyeron 20 cabinas que están al frente de la platea, aumentando su capacidad y mejorando la visión del campo de juego. También se construyeron a nuevo los vestuarios para los equipos, y se agregaron salas de precalentamiento, antidopaje y conferencia de prensa. La obra incluyó la modificación del acceso al campo de juego, construcción de nuevos baños para la parcialidad visitante y de un boffet abajo de la platea techada. La obra fue ejecutada por la empresa SHAP.
2011: Se inauguró la platea, donde se cambió el alambrado de la misma por blindex y se corrió el alambrado de la popular hacia la avenida Perón. Se colocó un LCD en el vestuario local para poder ver videos y se pusieron separadores individuales para cada jugador. Tigre Solidario pintó murales y realizó arreglos generales. Por último, se cambiaron los bancos de suplentes.
2012: Se comenzaron a cambiar los accesos por la avenida Perón, comenzando a utilizar molinetes magnéticos.

## Acontecimientos

### Políticos
| Fecha                 | Evento |
| --------------------- | --- |
| 8 de octubre de 1944  | Ante un estadio colmado, el club recibe al por entonces vicepresidente Juan Domingo Perón. Mario Piotti, presidente de la institución, designó al coronel, confeso aficionado del club, como presidente honorario de la entidad. |
| 11 de octubre de 1983 | Raúl Alfonsín inaugura las nuevas torres de iluminación y da un discurso, a 20 días de las históricas elecciones de dicho año.                                                                                                   |

### Cine
Fue utilizado como localización en la serie El Presidente, de Amazon Prime Video, dirigida por Armando Bó y protagonizada por el actor colombiano Andrés Parra.

### Musicales
| Principales conciertos y eventos | Principales conciertos y eventos | Principales conciertos y eventos |
| Artista(s)                       | Año                              |                                  |
| -------------------------------- | -------------------------------- | -------------------------------- |
| Rodrigo                          | 1992                             |                                  |
| Pappo                            | 1993                             |                                  |
| Vox Dei                          | 1993                             |                                  |
| La Mona Jiménez                  | 1999                             |                                  |
| Los Palmeras                     | 1999                             |                                  |
| Los Ratones Paranoicos           | 2000                             |                                  |
| Nonpalidece                      | 2000                             |                                  |
| Resistencia Suburbana            | 2000                             |                                  |
| Los Nocheros                     | 2002                             |                                  |
| Jambao                           | 2002                             |                                  |
| Yerba Brava                      | 2002                             |                                  |
| Los Gedes                        | 2002                             |                                  |
| Mala Fama                        | 2011                             |                                  |
| Damas Gratis                     | 2019                             |                                  |

## Otros datos
- Inauguración: 20 de septiembre de 1936.
- Populares: 24.450 espectadores (parados).
- Platea techada: 1.832 espectadores (sentados).
- Capacidad total: 26.282 espectadores.
- Dimensiones: 105 m x 68 m.
- Palcos vip: 20.
- Iluminación: 4 torres lumínicas de 25 metros de altura con 13 focos de 2000 watts de potencia cada uno.
- Cabinas de prensa: 20.
- Sector de periodistas: 80 asientos.
- Boleterías: 36 ventanillas ubicadas sobre avenida Perón y sobre Guido Spano.
- Acceso para discapacitados: Rampas de acceso a platea techada y cabeceras local y visitante.
- Sanitarios públicos: 6 (3 femeninos, 3 masculinos) distribuidos en todo el estadio.
- Vestuarios: Local, visitante y árbitros, sector de precalentamiento, salas médicas y antidopaje.
- Sala de conferencia: 50 personas.
- Sistema de video: Cámaras de seguridad retráctiles.
- Riego: Automático por aspersión.